# Mantisse

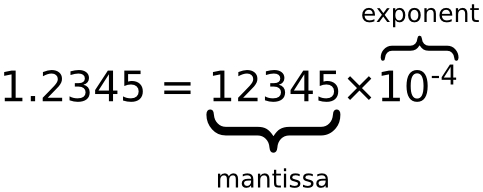
Structure d'un calcul mathématiques schématisant la localisation de la mantisse : le nombre aura beau être multiplié par une puissance appartenant aux entiers naturel, sa mantisse (ici 12345) restera toujours la même, il n'y aura que l'exposant qui changera en fonction de la multiplication effectuée.

Le terme mantisse (du mot latin féminin mantīsa ou mantissa, signifiant surplus — en nombre, en poids, en monnaie —  augmentation, supplément, reste, voire familièrement « rabiot »), désigne, en mathématiques, une notion concernant les nombres réels exprimés dans une numération positionnelle, en base 10 ou autre.
Elle possède plusieurs définitions, mais elle se caractéristique essentiellement  par sa dépendance unique aux chiffres significatifs du nombre ; une multiplication du nombre par une puissance entière de la base ne change pas sa mantisse.

## Définition originelle
Adopté vers 1872 en français, par emprunt à l'allemand die Mantisse des mathématiciens et des géodésiens, le terme mantisse, utilisé dans les calculs effectués à l'aide des tables de logarithmes, désignait la différence entre le logarithme décimal d'un nombre (exprimé avec 5 chiffres après la virgule) et la partie entière de ce logarithme (appelée, elle, la caractéristique), c'est-à-dire sa partie fractionnaire : {\displaystyle {\text{mantisse}}(x)=\{\log x\}}.
Notons que la caractéristique était donc le nombre de chiffres avant la virgule moins un pour un nombre de départ supérieur à 1. Avec ces définitions,
- pour {\displaystyle 123,7}, comme {\displaystyle \log(123,7)\approx 2,09237}, la caractéristique est 2 et la mantisse est 0,09237.
- pour {\displaystyle 12\,370\,000\,000}, comme {\displaystyle \log(12\,370\,000\,000)\approx 10,09237}, la caractéristique est 10 et la mantisse est encore 0,09237.
- pour {\displaystyle 0,001237}, comme {\displaystyle \log(0,001237)\approx -2,90763=-3+0,09237}, la caractéristique est −3 et la mantisse est toujours 0,09237.

Le calcul par table de logarithmes étant tombé en désuétude, cette mantisse est désignée de nos jours par mantisse logarithmique, le terme « mantisse » simple étant réservé à la définition suivante.

## Définition actuelle à partir de la notation scientifique
Dans la notation scientifique du nombre réel non nul {\displaystyle x} :
{\displaystyle x=\pm a\times 10^{n}}
où {\displaystyle a} est un réel compris entre 1 et 10 (exclu) et {\displaystyle n} un entier relatif, le nombre {\displaystyle a} est appelé la mantisse de {\displaystyle x}, {\displaystyle n}, son exposant, et {\displaystyle \pm }1, son signe, ces trois nombres caractérisant {\displaystyle x}.
L'exposant {\displaystyle n} est la partie entière du logarithme décimal de la valeur absolue de {\displaystyle x} : {\displaystyle n=\left\lfloor \log \left\vert x\right\vert \right\rfloor }
et on peut exprimer la mantisse par les formules  {\displaystyle a=|x|10^{-n}=10^{\log |x|-n}=10^{\{\log |x|\}}} où {\displaystyle \{.\}} désigne la partie fractionnaire ; la mantisse logarithmique est donc le logarithme de la mantisse.
Plus concrètement, la mantisse est le nombre obtenu en déplaçant la virgule après le premier chiffre significatif et en supprimant le signe. 
Par exemple, 
- 2021 s'écrit en notation scientifique {\displaystyle 2,021\times 10^{3}} : sa mantisse est 2,021 et son exposant est 3.
- {\displaystyle 0,0002021=2,021\times 10^{-4}} a la même mantisse et l'exposant −4.
- {\displaystyle -0,0002021=-2,021\times 10^{-4}} a la même mantisse et l'exposant −4.

Dans cette définition, le terme mantisse a perdu sa notion étymologique de surplus, et certains rédacteurs préfèrent l'anglicisme « significande » en référence au terme anglais significand utilisé dans la norme internationale IEEE 754 sur l'arithmétique à virgule flottante (en base 2 ou 10). La définition est aussi généralisée aux nombres dénormalisés, pour lesquels le « significande » est inférieur à 1.
Cette définition se généralise en base {\displaystyle b} : {\displaystyle {\mathcal {M}}_{b}(x)=b^{\{\log _{b}|x|\}}}.
En informatique, la nécessité de trouver une écriture des nombres compatible avec la taille mémoire qu'on lui attribue a privilégié la notation scientifique et l'écriture en virgule flottante. La notion de mantisse y a été généralisée, avec deux autres choix prédéfinis pour la position de la virgule : celle-ci ne se situe plus forcément après le premier chiffre, mais elle peut se situer juste avant ou bien juste après le dernier chiffre représenté (auquel cas on obtient un entier naturel).
En astronomie, les grandes distances exprimées en unité de longueur kilomètre, voire en année-lumière, appellent cette écriture condensée. Ainsi, la distance entre la Terre et Proxima du Centaure équivaut à 4 × 1013 km.
Le terme mantisse est également utilisé dans le contexte voisin de la notation ingénieur.